# Jacques du Broeucq

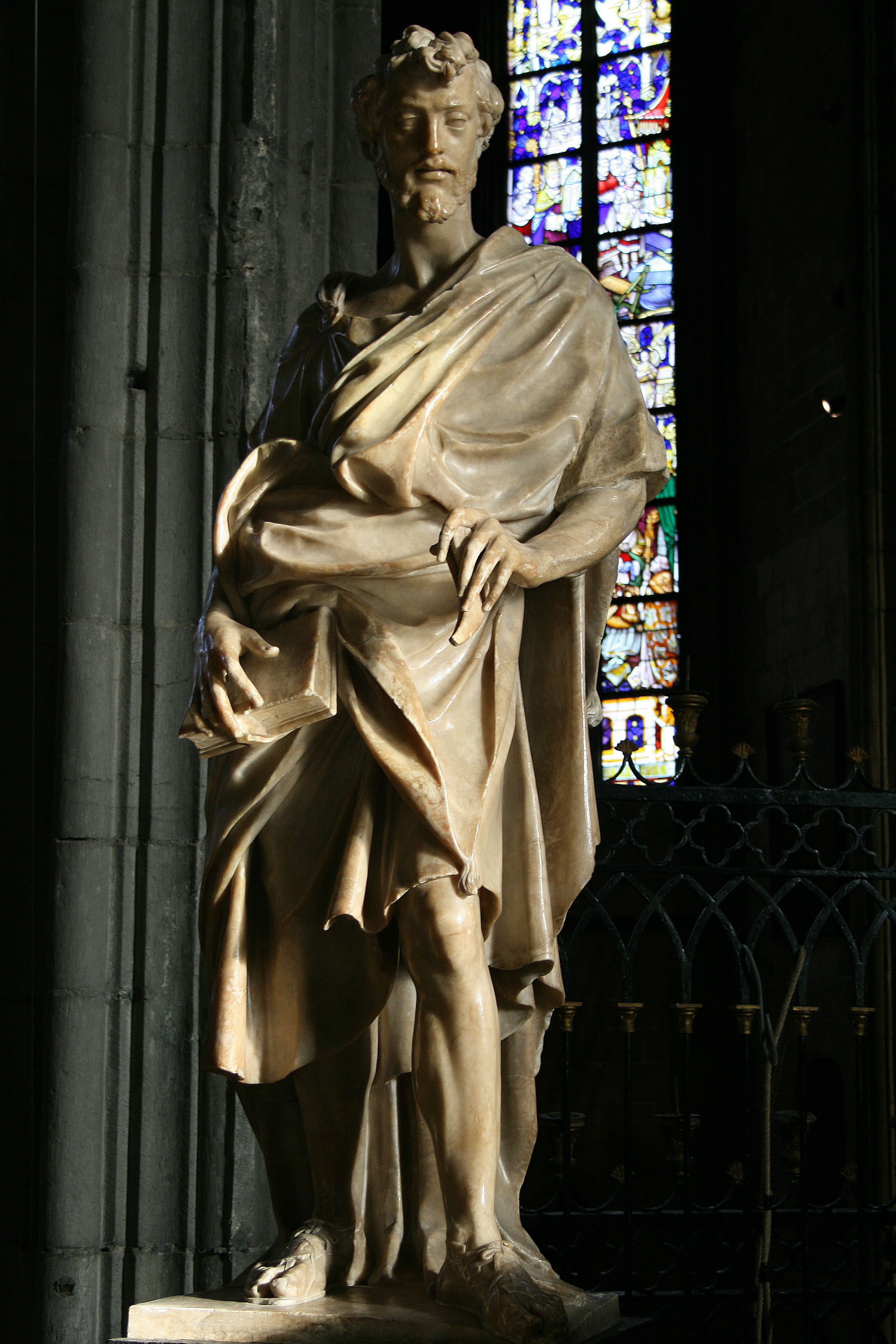
San Bartolomeo, nella Collegiata di Santa Valdetrude a Mons.

Jacques du Broeucq noto anche come Jacobus de Breuck (Mons, 1505 circa – Mons, 1584 circa) è stato uno scultore e architetto fiammingo noto per essere stato il maestro del Giambologna ad Anversa.

## Biografia
Ricostruì il castello di Binche a sud di Bruxelles per la regina  Maria d'Ungheria, governante dei Paesi Bassi spagnoli, nel 1545-1549. Binche, che era stato demolito dai soldati di Enrico II di Francia nel 1554, era al centro del patronato di Maria, destinato a rivaleggiare con il Castello di Fontainebleau.
Uno dei suoi più noti allievi fu il Giambologna.

## Opere
- Mausoleo del conte di Boussu, Chiesa di Boussu.